# Mesoplophora brachysetosa
Mesoplophora brachysetosa är en kvalsterart som beskrevs av Wojciech Niedbała 2004. Mesoplophora brachysetosa ingår i släktet Mesoplophora och familjen Mesoplophoridae. Inga underarter finns listade i Catalogue of Life.